# Incidente della Icarus
L'incidente della Icarus (イカロス号事件?, Ikarosu-gō jiken) fu un incidente diplomatico che coinvolse Gran Bretagna e Giappone, allora sotto l'egida dello shogunato Tokugawa, a seguito dell'assassinio di due marinai della Royal Navy in quel di Nagasaki, il 5 agosto 1867. L'episodio comportò un brusco deterioramento delle relazioni diplomatiche tra i britannici e i rappresentanti del bakufu.

## Eventi

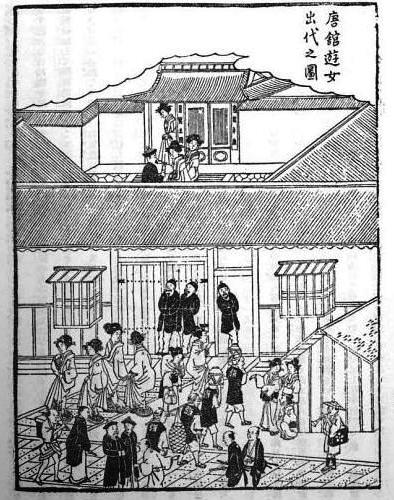
Il quartiere di Maruyama in una rappresentazione del 1820

Il 5 agosto 1867 Robert Ford e John Hutchings, marinai della corvetta ad elica britannica HMS Icarus, furono assassinati da un ignoto spadaccino a Maruyama, quartiere dei divertimenti di Nagasaki aperto al commercio e agli approdi delle navi britanniche in seguito al trattato di amicizia e commercio anglo-giapponese del 1858. I due uomini, entrambi di 23 anni, furono sorpresi addormentati ubriachi vicino all'ingresso di una casa da tè. Il console britannico di stanza a Nagasaki, Marcus Flowers, accusò lo shogunato Tokugawa di non aver fatto a sufficienza per garantire la sicurezza dei suoi connazionali, e riversò i propri sospetti sui membri della compagnia Kaientai guidata da Sakamoto Ryōma. Questa convinzione era basata sulle voci secondo cui gli uomini erano stati visti nella zona, in combinazione con la partenza di un piroscafo Tosa da Nagasaki subito dopo l'incidente.
Su pressione di Sir Harry Parkes, capo dell'ambasciata britannica di Edo, lo shōgun Tokugawa Yoshinobu dispose dei mezzi necessari all'individuazione del colpevole. Lo shogunato non era intenzionato ad opporsi a una possibile punizione dei sospettati, poiché avrebbe convenientemente indebolito un dominio feudale la cui lealtà era sempre più incerta. In un primo momento fu raggiunto un accordo in base al quale il governatore di Nagasaki sarebbe stato licenziato e fu disposto l'invio di cinquecento uomini di pattuglia nel quartiere. Successivamente, Parkes partì alla volta di Tosa arrivando a Kōchi il 3 settembre 1867. Lì fu accolto dai commissari dello shogunato giunti in precedenza, per capire se vi erano i presupposti per un eventuale risarcimento da parte del daimyō di Tosa, Yamauchi Toyoshige. L'ufficiale di Tosa Gotō Shōjirō condusse i negoziati prendendo la difesa dei giapponesi, e dopo qualche giorno divenne evidente che gli inglesi non disponevano di prove sufficienti per condannare la Kaientai. Si decise di riavviare le indagini partendo nuovamente da Nagasaki, dove presumibilmente era più facile reperire delle prove, e l'assistente di Parkes Ernest Satow fu incaricato di accompagnare la delegazione Tosa (che comprendeva anche Sakamoto Ryōma) a Nagasaki in settembre. Una volta sul posto, le accuse contro la Kaientai caddero definitivamente il 4 ottobre.
A un anno di distanza dai fatti, emerse che a uccidere i due uomini era stato un samurai del dominio di Fukuoka, il quale aveva commesso seppuku subito dopo. Il clan Fukuoka fu condannato a elargire un risarcimento alle famiglie dei due marinai.

## Conseguenze
L'incidente portò a un brusco deterioramento delle relazioni diplomatiche tra la Gran Bretagna e lo shogunato Tokugawa, e fu uno dei molti fattori che portarono al sostegno britannico nei confronti dell'alleanza Satchō durante la guerra Boshin nell'ambito della restaurazione Meiji del 1868.